# Charles Sainte-Claire Deville
Charles Joseph Sainte-Claire Deville, född 26 februari 1814 på Saint Thomas, död 10 oktober 1876 i Paris, var en fransk geolog och meteorolog. Han var bror till Henri Sainte-Claire Deville.
Han blev 1857 ledamot av franska vetenskapsakademien, utnämndes 1872 till generalinspektör för Frankrikes alla meteorologiska stationer och fick 1875 titeln professor. Han gjorde viktiga undersökningar av de vulkaniska processerna och deras produkter samt upptäckte det amorfa, olösliga svavlet.